# گمینا وولبوژ
گمینا وولبوژ (به لهستانی:  Gmina Wolbórz) یک گمینا در لهستان است که در شهرستان پیوترکوف واقع شده‌است. گمینا وولبوژ ۱۵۱٫۲۲ کیلومتر مربع مساحت و ۷٬۶۴۶ نفر جمعیت دارد.